# Gavin Short
Gavin Phillip Short (nacido el 1 de agosto de 1962 en Puerto Argentino/Stanley) es un político de las Islas Malvinas que ha servido como miembro de la Asamblea Legislativa por la circunscripción electoral de la capital isleña desde las elecciones generales de 2009, ganando la reelección en 2013, pero perdiendo en 2017. En las elecciones generales de 2021 fue electo nuevamente a la Asamblea Legislativa por Stanley. Anteriormente fue miembro del Consejo Legislativo de las islas entre 1989 y 1993.

## Biografía
Estudió en la escuela de las islas y luego telecomunicaciones en el Reino Unido.  Luego de estar presente durante la guerra de las Malvinas, Short opina que «no será fácil retomar el diálogo» por la vía diplomática con Argentina.
Short tiene cuatro hijos y en 2004 se casó con Kylie, nacida en Chile y nacionalizada británica, con quien tuvo otro hijo, Christopher. Entre 2000 y 2001 vivió en Chile.

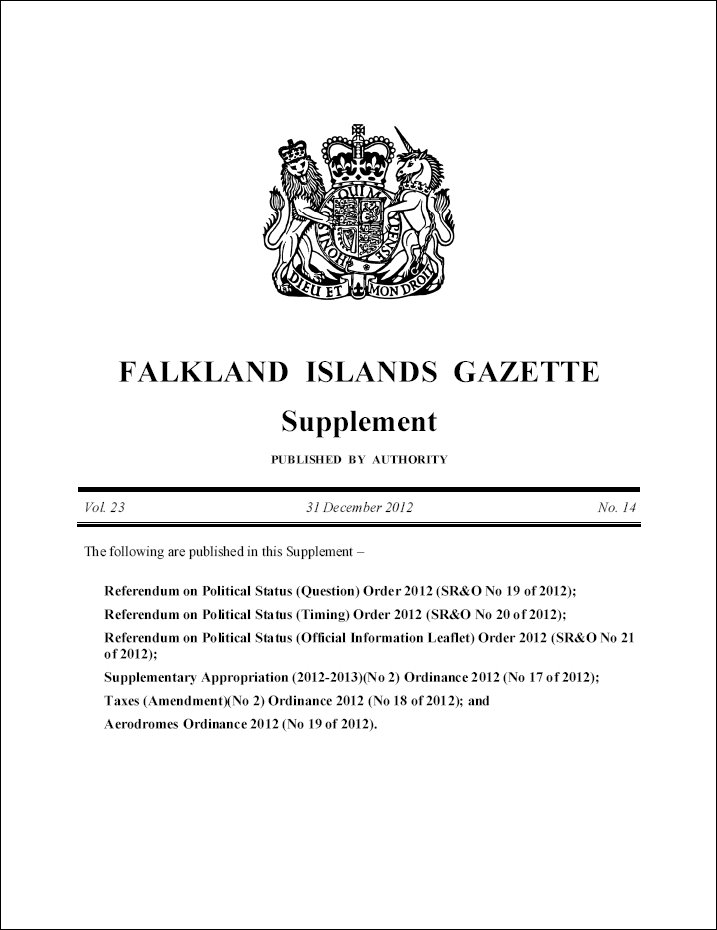
Publicación de la Falkland Islands Gazette del 31 de diciembre de 2012 donde aparece información sobre el referéndum.

En noviembre de 2009 fue elegido miembro de la Asamblea Legislativa por el distrito de la capital isleña, y en junio de 2010 representó a la población malvinense en la reunión anual del Comité Especial de Descolonización de las Naciones Unidas en Nueva York.
Entre 2011 y 2013 Short trabajó para Cable & Wireless. Ahora es presidente del sindicato General Employees' Union. Es un exmiembro de la Fuerza de Defensa de las Islas Malvinas y un bombero voluntario. También fue empleado de la empresa monopólica de capitales británicos Falkland Islands Company y funcionario del gobierno colonial.
Short fue un fuerte impulsor y respaldador del referéndum sobre la soberanía de las Islas Malvinas de 2013 enviando tras los resultados diversos comunicados al gobierno argentino sobre los vínculos de la población isleña de ascendencia británica con el Reino Unido. Como portavoz de la Asamblea Legislativa, fue él el encargado de anunciar la realización de la consulta en 2012, que Argentina lo calificó de «ilegal» y que no fue reconocido por las Naciones Unidas y la mayor parte de la comunidad internacional. Tras el referéndum declaró que los malvinenses «no tenemos en absoluto deseo alguno de estar bajo el gobierno de Buenos Aires», y calificó a los reclamos con fundamentos argentinos de «vacías mentiras» y «retórica sin fin».
Actualmente, Short también es «titular regional de la cartera para América Latina» del gobierno del territorio de ultramar británico. Según él mismo, hace un «esfuerzo concertado» para «mantenerse al día con temas de actualidad» de América del Sur, especialmente en el Cono Sur.
En septiembre de 2014 escribió una carta a Rubén Martínez Huelmo intentando que el gobierno colonial británico de las islas (a nombre del «Gobierno de las Islas Falkland») formase parte de una sesión del Parlasur, organizada para respaldar la posición argentina del conflicto de soberanía el 11 de noviembre de 2014, para «escuchar la voz» de los malvinenses a través de la visita y discurso de un legislador electo en las islas, sin tener respuestas. Según Short, «demostraría la imparcialidad» del parlamento y su «apoyo a los derechos humanos y a la autodeterminación».
En 2018 se unió al Falkland Islands Radio Service como corresponsal de noticias.

## Polémicas

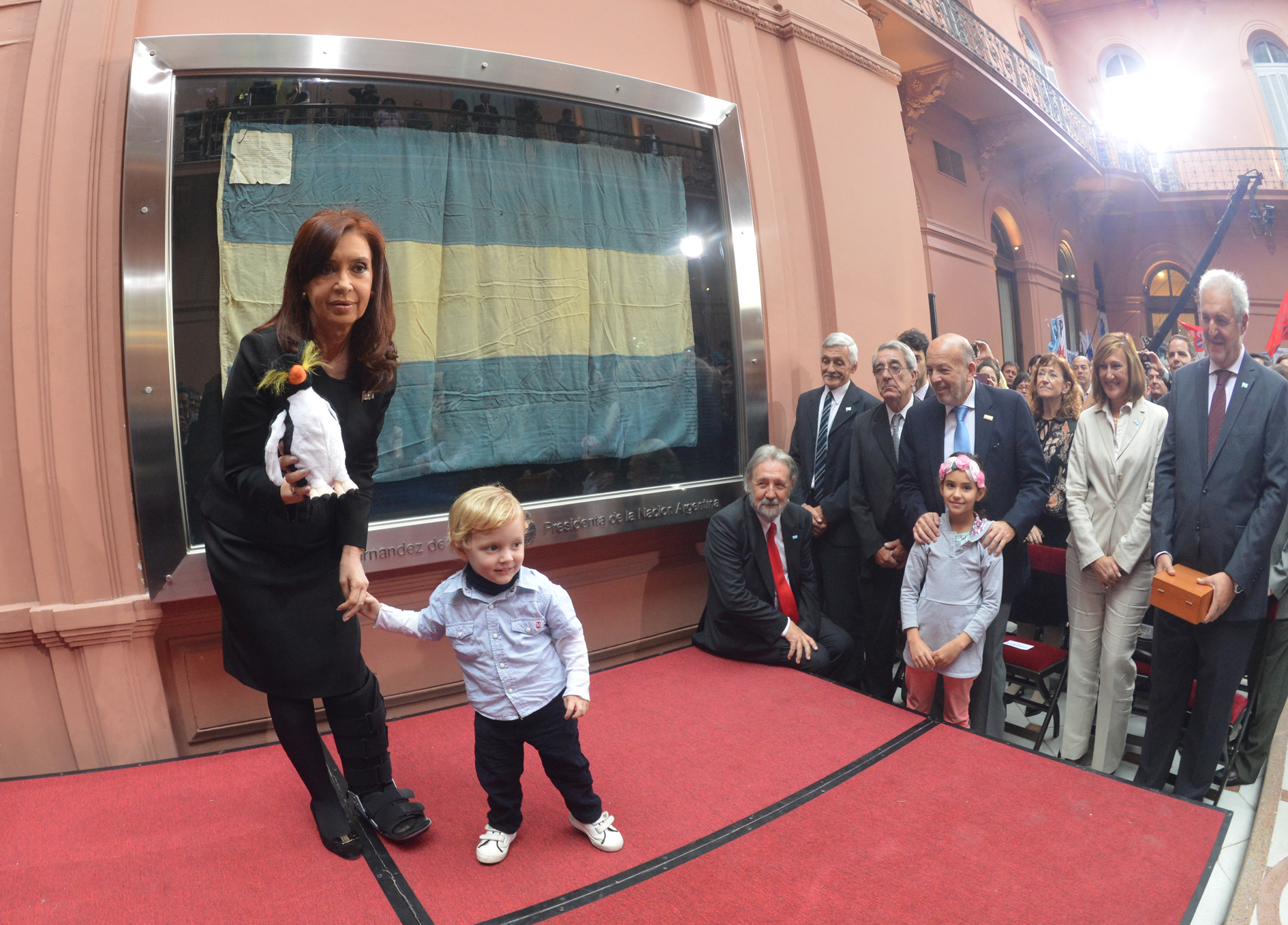
Cristina Fernández luego de descubrir una de las banderas que flameó en el Operativo Cóndor, en el Patio Islas Malvinas de la Casa Rosada. La acción fue criticada por Short, quien también lanzó bromas.

Short ha causado controversias a través de la red social Twitter por sus comentarios en contra de la Argentina y sus mensajes y críticas hacia Daniel Filmus, por aquel entonces secretario de Asuntos Relativos a las Islas Malvinas. Numerosas veces en las redes sociales Short cataloga a la Argentina como un «país colonialista» que quiere atacar a la «pacífica comunidad» de las islas. Por ejemplo el 2 de abril de 2014, cuando se recordó en Argentina el Día del Veterano y de los Caídos en la Guerra de Malvinas, Short calificó el acto conmemorativo como «bastante enfermo» por la «celebración de una invasión brutal de civiles inocentes». También aprovechó la ocasión para criticar y burlarse de Cristina Fernández de Kirchner y del Operativo Cóndor de 1966, ya que ese día se inauguraron vitrinas que contienen cada una de las siete banderas argentinas que flamearon en las islas durante el operativo. Entre ellas una en la Casa Rosada.
En diciembre de 2014, Short explicó que el sentimiento de enojo hacia los turistas y excombatientes argentinos en las islas es «muy alto» por sus actitudes. Por lo tanto presentó un proyecto de enmienda al proyecto sobre Leyes Criminales de las islas para prohibir el flameo de banderas argentinas y de pancartas con la leyenda «Malvinas argentinas». Señaló que fue apoyado por Barry Elsby, el presidente de la Asamblea, pero no por el resto de los seis legisladores del cuerpo legislativo, que sostuvieron que las leyes existentes «eran suficientes». En un debate en la cámara de comercio del gobierno colonial a fines de enero de 2015, Short explicó que no se debe tener en cuenta el derecho de la libertad de expresión hacia los visitantes argentinos e insistió en la creación de una ley antiargentina.
A finales de 2014 y principios de 2015 un diputado de la provincia de Salta, Emanuel Sierra, viajó a las islas para tocar la guitarra en Año Nuevo pidiendo la paz entre la Argentina y el Reino Unido. Short lanzó por Twitter ironías y burlas al argentino, pidió a los malvinenses que «cubran sus oídos», pero que sean «más inteligentes, reflexivos y civilizados» para «discrepar con su postura».
Short también comentó sobre el Incidente de Top Gear protagonizado en Tierra del Fuego donde calificó a los argentinos de «lunáticos» y agradeció «a Dios por cada centímetro de Atlántico Sur que nos separa de la parte continental».
En agosto de 2015, se publicó una fotografía del Papa Francisco con un letrero con la leyenda «es tiempo de diálogo entre Argentina y Reino Unido por Malvinas». Short rechazó el pedido de diálogo y criticó el gesto del pontífice de origen argentino diciendo que él fue engañado y que solo los isleños pueden decidir el futuro de las islas. También apuntó contra el gobierno argentino diciendo: «Con ustedes, el diálogo sólo significa «¿cuán rápido podemos usurpar las islas?» No va a pasar. Seguí soñando, [Daniel] Filmus».
En septiembre de 2015 se realizó una exposición en la Rural del Prado en Montevideo, Uruguay. Allí, Pabellón Británico (organizado por la embajada británica de Montevideo) incluyó con un stand del gobierno de la colonia promoviendo productos y servicios turísticos de las islas y recibiendo visitas escolares. Short publicó imágenes de él atendiendo en el stand en sus redes sociales. Luego de hacerse pública la noticia en los medios argentinos, funcionarios de la embajada argentina en Montevideo presentaron una protesta contra el stand de la Expo Prado a las autoridades de la Asociación Rural de Uruguay. Los representantes pidieron disculpas y se comprometieron a desalojar a los malvinenses, además de quitar la folletería y los carteles que mostraban a las islas con el nombre británico de «Falkland Islands». Finalmente, se realizaron conversaciones entre los diplomáticos argentinos y británicos en Uruguay que culminaron con el retiro del cartel de las Malvinas.
A finales de junio de 2016, durante la reunión del Comité de Descolonización de la ONU, Short (quien participó junto a Mike Summers) se negó a darle la mano a la canciller argentina Susana Malcorra quien se acercó a la delegación malvinense para saludar.